# Oceanische Honkbalconfederatie
De Oceanische Honkbalconfederatie (Engels: Baseball Confederation of Oceania, afgekort BCO) is de overkoepelende organisatie voor alle Oceanische honkballanden bij de wereldbond IBAF. De organistatie werd in 1989 opgericht en telt momenteel vijftien aangesloten bonden.
Het Australisch honkbalteam is het hoogst geplaatste team van de BCO op de IBAF-wereldranglijst.